# South Kensington (Metropolitano de Londres)
South Kensington é uma estação do Metropolitano de Londres, localizada em Kensington, região oeste de Londres. É servido pelas linhas Circle, District e Piccadilly. Nas linhas District e Circle, fica entre Gloucester Road e Sloane Square, e na linha Piccadilly entre Gloucester Road e Knightsbridge. Está na Zona 1 do Travelcard. A entrada da estação principal está localizada na junção da Old Brompton Road (A3218), Thurloe Place, Harrington Road, Onslow Place e Pelham Street. As entradas subsidiárias estão localizadas na Exhibition Road dando acesso por passagem subterrânea ao Museu de História Natural, ao Museu da Ciência e ao Victoria and Albert Museum.
A estação é dividida em duas partes: plataformas subterrâneas inauguradas em 1868 pela Metropolitan Railway e pela District Railway como parte da extensão da rota Inner Circle das empresas para o leste, da Gloucester Road até Westminster e plataformas de nível profundo inauguradas em 1906 pela Great Northern, Piccadilly and Brompton Railway. Uma variedade de serviços subterrâneos e de linha principal operaram sobre os trilhos subterrâneos, que foram modificados diversas vezes para atender às demandas operacionais, com o arranjo atual sendo alcançado na década de 1960. As plataformas de nível profundo permaneceram praticamente inalteradas, embora a instalação de escadas rolantes na década de 1970 para substituir os elevadores tenha melhorado as conexões entre as duas partes da estação. Partes da estação subterrânea e do túnel de pedestres da Exhibition Road são Edifício listado como Grau II.

## História

### Estação de subsuperfície
A estação foi inaugurada em 24 de dezembro de 1868 pela Metropolitan Railway (MR, depois a Metropolitan line) e pela District Railway (DR, mais tarde a District line). A MR já havia aberto uma extensão de Paddington (Praed Street) (agora Paddington) para Gloucester Road em 1º de outubro de 1868 e abriu trilhos para South Kensington para se conectar à DR quando a DR abriu a primeira seção de sua linha para Westminster. A estação original de South Kensington, projetada pelo engenheiro da MR John Fowler, tinha duas plataformas, embora fosse pretendido que isso fosse complementado à medida que os serviços da DR fossem estendidos.

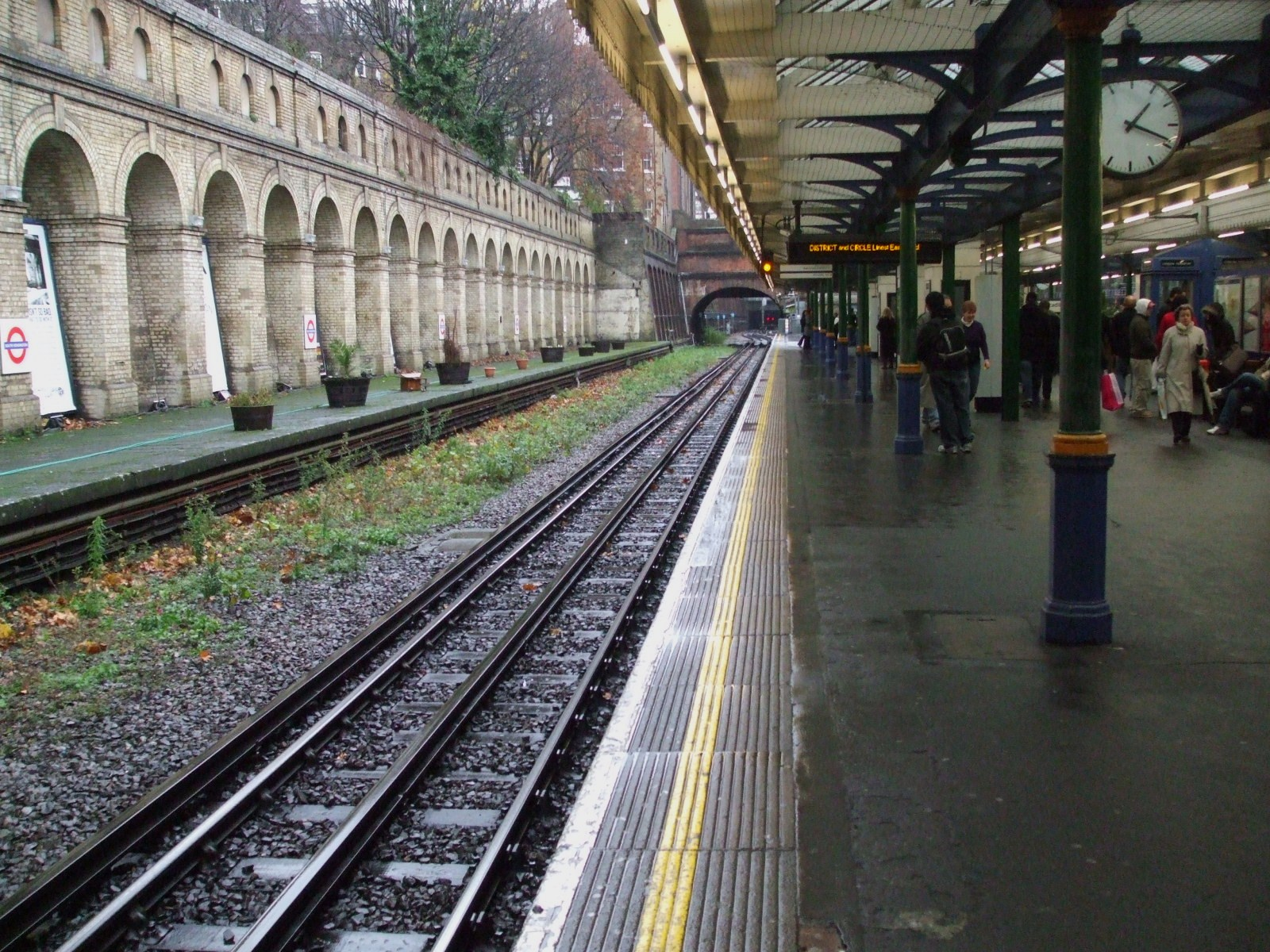
Plataforma 2 no sentido leste da District e Circle line com plataforma desativada visível à esquerda

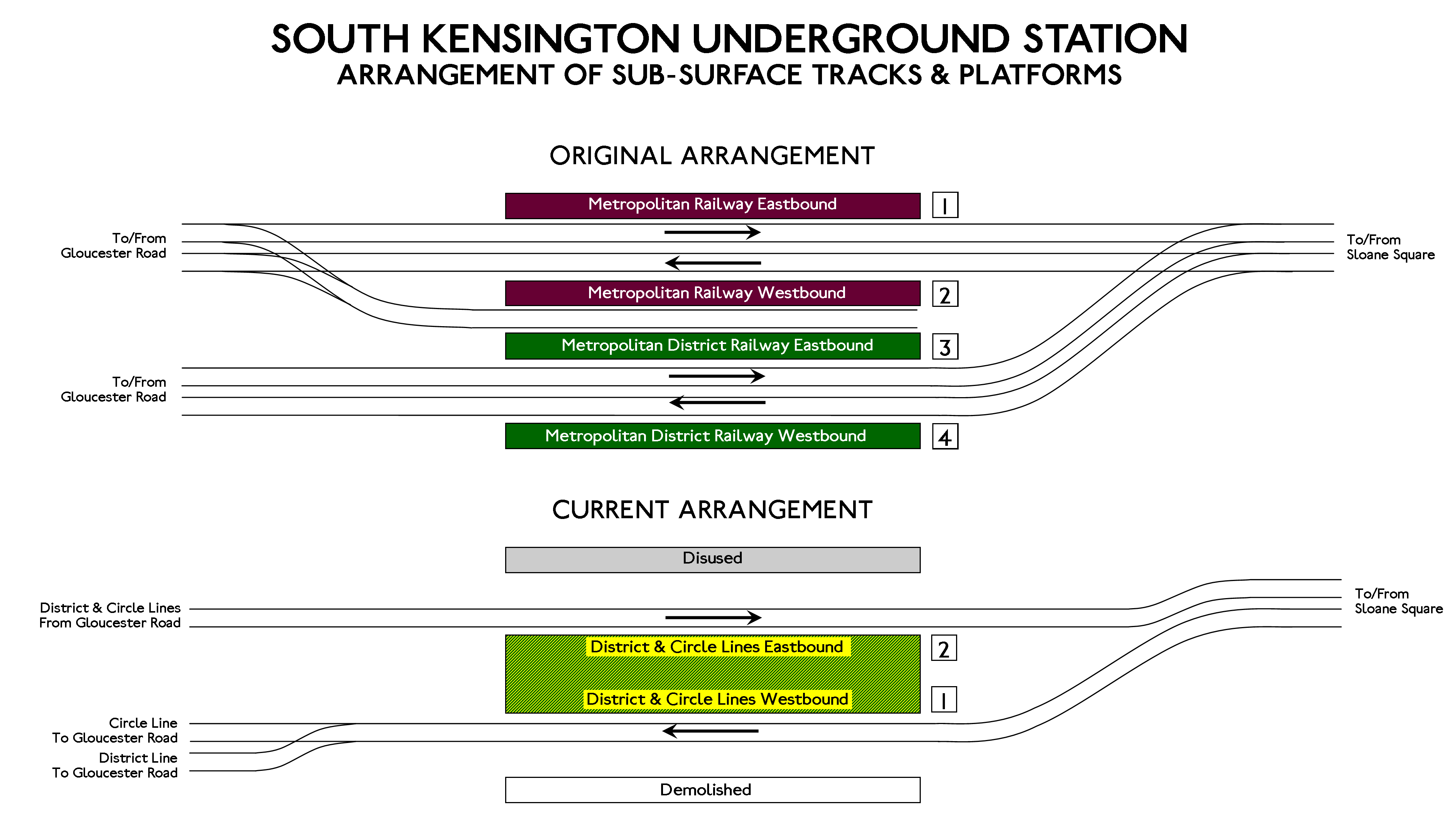
Plano original e atual das plataformas

Em 1º de agosto de 1870, a DR abriu trilhos adicionais entre Gloucester Road e South Kensington. Em 10 de julho de 1871, a DR abriu suas próprias instalações em South Kensington. A estação ampliada tinha duas plataformas de passagem para cada empresa e uma plataforma de baía para terminar os trens da MR do oeste. A junção entre os trilhos das duas empresas também foi transferida do lado oeste da estação para o lado leste.
Em 1º de fevereiro de 1872, a DR abriu uma ramificação para o norte de sua estação em Earl's Court para conectar-se à West London Extension Joint Railway (WLEJR, agora a West London Line) em Addison Road (agora Kensington (Olympia)). A partir dessa data o serviço Outer Circle começou a circular nos trilhos da DR. A partir dessa data o serviço Outer Circle começou a rodar nos trilhos da DR. O serviço era executado pela North London Railway (NLR) de seu terminal em Broad Street (agora demolida) na Cidade de Londres via North London Line para Willesden Junction, depois a West London Line para Addison Road e a DR para Mansion House - na época, o terminal leste da DR.
A partir de 1º de agosto de 1872, o serviço Middle Circle também começou a operar em South Kensington, indo de Moorgate ao longo dos trilhos da MR no lado norte do Inner Circle até Paddington, depois pela Hammersmith & City Railway (H&CR) para Latimer Road, então, por meio de uma ligação agora demolida, na WLEJR para Addison Road e a DR para Mansion House. O serviço era operado conjuntamente pela H&CR e pela DR.
Em 4 de maio de 1885, a DR abriu uma passagem subterrânea para pedestres correndo da estação abaixo da extensão da Exhibition Road, dando acesso protegido aos museus recém-construídos por um pedágio de 1 penny. Embora tenha custado £ 42.614 para ser construída, foi fechada em 10 de novembro de 1886 e depois foi aberto apenas ocasionalmente para eventos especiais do museu. Em 1890, a South Kensington and Paddington Subway (SK&PS), uma ferrovia de túnel em vala a céu aberto proposta planejada para ir de South Kensington a estação de Paddington, ofereceu-se para comprar a passagem subterrânea de pedestres subutilizada para uso como a primeira seção de seu túnel. Com 18 pés (5,5 m) de largura e 11 pés (3,4 m) de altura, a passagem subterrânea poderia acomodar dois trilhos sem dificuldade, mas o controverso plano do SK&PS de escavar uma trincheira no Hyde Park se opôs e a ferrovia retirou sua lei privada do Parlamento em março de 1891. A DR continuou a abrir a passagem subterrânea de forma intermitente e cobrava pedágio até 1908, quando foi aberta permanentemente de graça. Em 30 de junho de 1900, o serviço do Middle Circle foi retirado entre Earl's Court e Mansion House, e, em 31 de dezembro de 1908, o serviço do Outer Circle também foi encurtado para terminar em Earl's Court. Em 1907, a atual entrada da estação com arcadas foi aberta para um projeto de George Sherrin.
Em 1949, a rota Inner Circle operada pela linha Metropolitan recebeu sua própria identidade no mapa do metrô como a linha Circle. Em junho de 1957, o trilho da baía de reversão foi retirado de uso e o leito do trilho foi posteriormente preenchido para conectar as duas plataformas centrais. A plataforma MR leste (número 1) e a plataforma DR oeste (número 4) foram retiradas de uso em janeiro de 1966 e março de 1969, respectivamente. Os trilhos para essas plataformas também foram removidos e a plataforma 4 foi posteriormente demolida no início dos anos 1970 para permitir o fornecimento de escadas rolantes para a linha Piccadilly. A plataforma ampliada da ilha agora é servida pelas linhas District e Circle em ambas as direções. Após o fechamento das plataformas 1 e 4, a plataforma 3 foi renumerada como 1. O arranjo atual tem trens circulando em direções opostas à disposição original. Durante a interrupção do serviço ou obras de engenharia, os trens também podem operar no sentido leste a partir da plataforma 1. A entrada da estação com arcadas e lojas, os muros de contenção de tijolos para as plataformas subterrâneas e o túnel de pedestres da Exhibition Road são estruturas listadas como Grau II.
Ao longo das décadas, também houve uma série de tentativas abortadas de construir acima da estação com hotéis, escritórios e um shopping center propostos às vezes. Nenhum foi construído.

### Estação de nível profundo

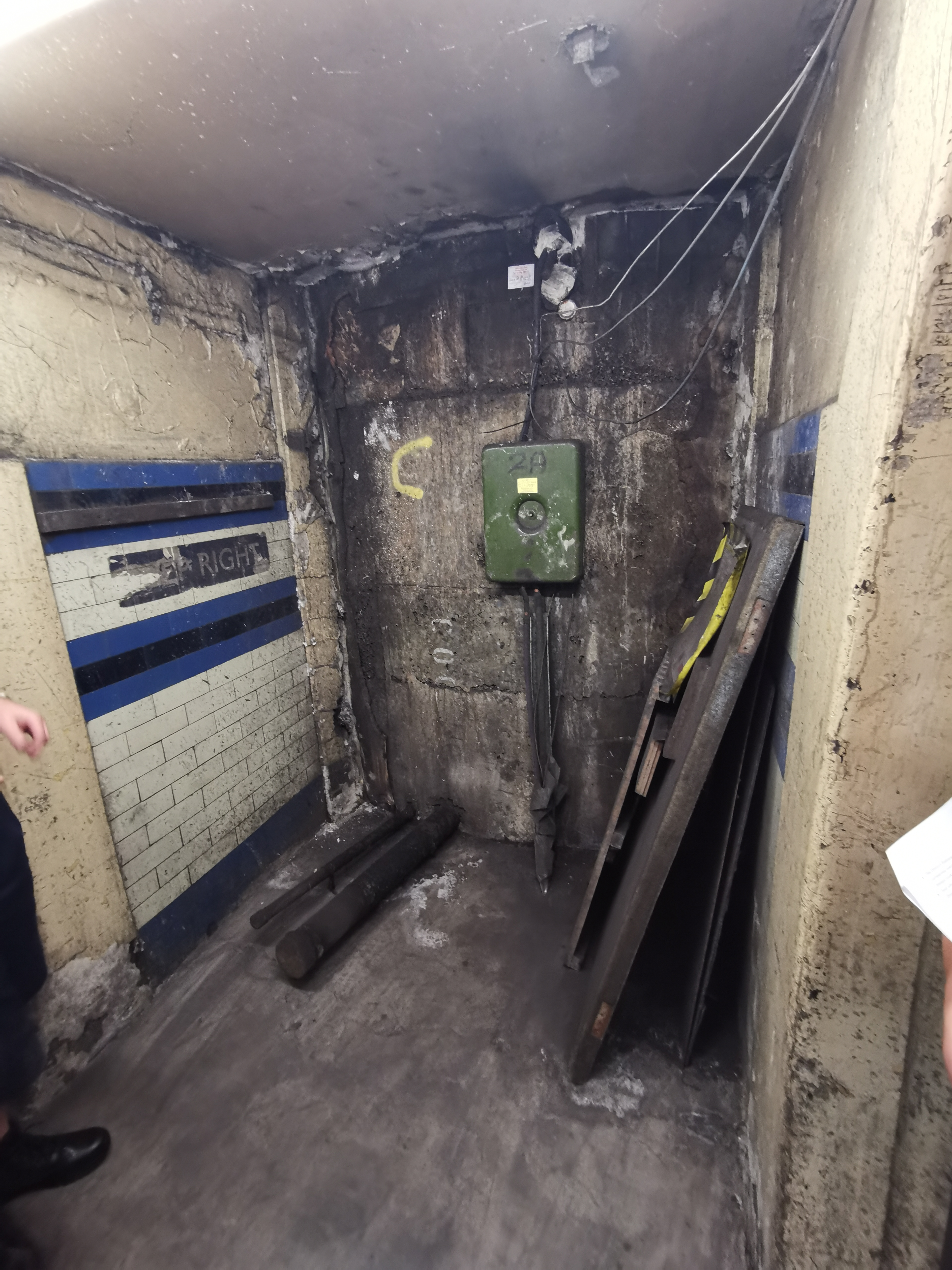
Antigo elevador de pouso para a estação de nível profundo

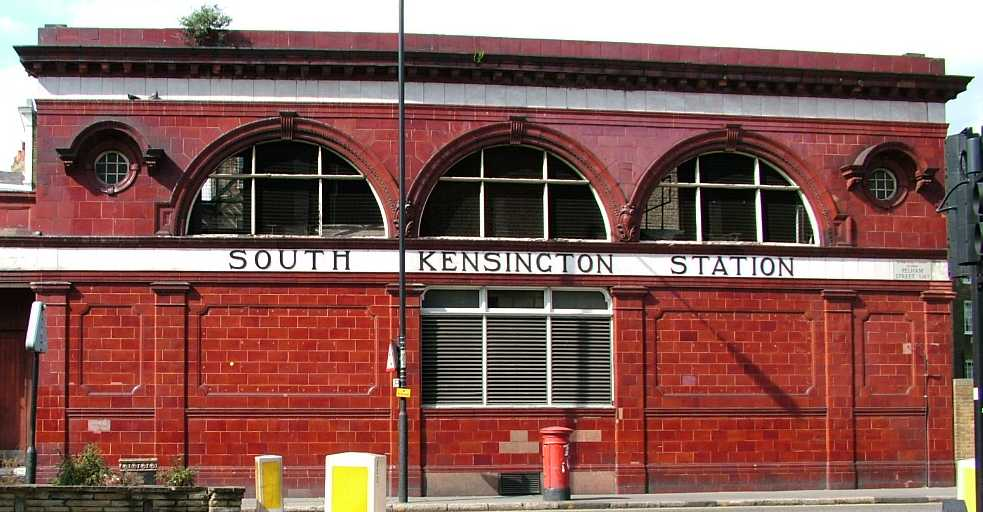
Edifício da antiga estação South Kensington da linha Piccadilly

No início do século XX, a DR foi estendida para Richmond, Ealing Broadway, Hounslow West e Wimbledon no oeste e para New Cross Gate no leste. A seção sul do Inner Circle estava sofrendo um congestionamento considerável entre South Kensington e Mansion House, entre as quais estações a DR operava uma média de 20 trens por hora com mais nos períodos de pico.
Para aliviar o congestionamento, o DR planejou uma linha expressa de metrô de nível profundo começando de uma conexão com seus trilhos subterrâneos a oeste de Gloucester Road e indo para Mansion House. Os túneis foram planejados para correr cerca de 60 a 70 pés (18–21 m) abaixo da rota de sub-superfície existente com apenas uma parada intermediária em Charing Cross (atual Embankment). A aprovação parlamentar foi obtida em 1897, mas nenhum trabalho foi feito. Em 1898, a DR assumiu a Brompton and Piccadilly Circus Railway (B&PCR), que tinha uma rota planejada de South Kensington para Piccadilly Circus. A rota foi modificada para se juntar à rota de nível profundo da DR em South Kensington.
Após a compra da DR pela Underground Electric Railways Company of London em 1902, as linhas DR e B&PCR planejadas foram fundidas com uma terceira rota proposta da Great Northern and Strand Railway. A rota de nível profundo da DR foi revisada em sua extremidade oeste para continuar até Earl's Court e superfície a leste de Barons Court.
As plataformas de nível profundo foram inauguradas em 15 de dezembro de 1906 pela Great Northern, Piccadilly and Brompton Railway (GNP&BR, agora a linha Piccadilly) que corria entre Finsbury Park e Hammersmith. As plataformas são colocadas no sentido leste acima do sentido oeste e foram originalmente servidas por elevadores do nível da rua parando em ambos os níveis da plataforma. Os trens da GNP&BR no sentido leste e os trens da DR teriam compartilhado a mesma plataforma com as duas rotas se separando em um entroncamento imediatamente a leste da estação. Os trens no sentido oeste teriam plataformas separadas no nível inferior, com as rotas se fundindo em um cruzamento a oeste da estação. Embora a construção da seção da rota do túnel de tubo da DR a leste de South Kensington tenha sido adiada, uma seção parcial de 120
-pé (37 m) de comprimento da plataforma da DR no sentido oeste foi construída junto com as duas para uso da GNP&BR. Embora isolada do resto da estação, estava ligada ao saguão do elevador e era ladrilhada para combinar com as outras plataformas. As seções de túneis ampliadas para as junções foram construídas com os túneis originais e permanecem visíveis dos trens que passam. Um novo edifício de superfície na Pelham Street para os elevadores foi projetado por Leslie Green com a distinta fachada de terracota de vidro vermelho sangue de boi da GNP&BR.
O túnel não utilizado no sentido oeste foi usado durante a Primeira Guerra Mundial para armazenar arte do Museu Victoria & Albert e porcelana do Palácio de Buckingham e, de 1927 a 1939, foi usado como uma escola de sinalização. Durante a Segunda Guerra Mundial continha equipamentos para detectar bombas caindo no Rio Tâmisa, o que poderia exigir o fechamento das comportas de emergência nos túneis sob o rio.
No início da década de 1970, os elevadores para as plataformas da linha Piccadilly foram substituídos por escadas rolantes, com um par sendo fornecido entre a bilheteria e um novo nível intermediário, onde se encontrava uma passagem de ligação para as plataformas da linha Circle e District, e três sendo fornecidos de lá para um concurso inferior entre os níveis das duas plataformas da linha Piccadilly. As escadas para cima e para baixo do saguão inferior se conectam às plataformas. As escadas e a passagem para a plataforma oeste estão localizadas no túnel abandonado da plataforma oeste da DR. Com a introdução de escadas rolantes, o prédio da estação da GNP&BR foi retirado de uso.
Em fevereiro de 2021, o acesso à linha Piccadilly foi fechado para substituição das escadas rolantes. A obra foi concluída em junho de 2022.

## Serviços
A estação está na Zona 1 do Travelcard. Nas linhas District e Circle, a estação fica entre Gloucester Road e Sloane Square, e na linha Piccadilly, fica entre Gloucester Road e Knightsbridge. South Kensington é o cruzamento mais a leste entre essas três linhas. As frequências dos trens variam ao longo do dia, mas geralmente os trens da linha District operam a cada 2 a 6 minutos, aproximadamente das 05:15 às 00:30 no sentido leste e das 05:45 às 00:45 no sentido oeste; eles são complementados por trens da linha Circle a cada 8 a 12 minutos, aproximadamente das 05:30 às 00:30 no sentido horário e das 05:40 às 00:15 no sentido anti-horário. Os trens da linha Piccadilly operam a cada 2 a 6 minutos aproximadamente das 05h40 às 00h25 no sentido leste e das 05h50 às 00h40 no sentido oeste.
Na linha Piccadilly o 1973 Stock é usado. Nas linhas Circle e District o S Stock é usado.

## Conexões
As linhas de ônibus de Londres 14, 49, 70, 74, 345, 360, 414, 430 e C1 e as linhas noturnas N74 e N97 servem a estação.